# BMA法
BMA法（BMAほう）またはデグサ法（Degussa process）は、シアン化水素の工業的製法の1つである。アンドルソフ法とは、酸素を用いずに多くの水素を回収できる点、大量の熱を必要とする点が異なる。
BMAはドイツ語のBlausäure（シアン化水素）、Methan（メタン）、Ammoniak（アンモニア）の頭文字である。
ドイツのデグサ社（現エボニック社、ツィクロンBの製造販売に関わった）によって発明された。
{\displaystyle {\ce {CH4}}+{\ce {NH3}}\longrightarrow {\ce {HCN}}+{\ce {3H2}}\quad \Delta H_{R}=251\mathrm {kJ\cdot mol} ^{-1}}
アンドロソフ法と異なり非常に大きな吸熱反応である。
白金を触媒とし、白金で覆われたパイプ内で約1400 ℃の温度で進行する。反応生成物は、約23体積%のHCNおよび72体積%のH2、ならびに少量の窒素、および少量の未反応のメタン、アンモニアを含む。これら混合ガスをスクラバーに導入し、アンモニア溶液で処理して（シアン化アンモニウムを生成）、他の気体成分を分離する。
シアン化アンモニウム溶液を酸性化することによりシアン化水素を放出させ、続いてシアン化水素を最終的に蒸留する。
非常に大きな熱エネルギーを用いるので、アンドルソフ法ほど使われていない。アンドルソフ法と異なり副反応が少なく収率が良いという長所がある。アンドルソフ法でも発熱の一部がBMA法同様の吸熱反応に使われる。